# Hulda Didrichsen
Hulda Anna Marie Dagmar Didrichsen (2. februar 1878 i København – 11. juni 1961 på Frederiksberg) var en dansk skuespillerinde.
Hun scenedebuterede på Dagmarteatret i 1896 og var derefter engageret på Casino, Det ny Teater, Odense Teater, Aarhus Teater (fra 1913) og Betty Nansen Teatret foruden en række mindre provinsteatre. Udover teatret medvirkede hun i to film, en stumfilm (1910) og en tonefilm (1947).
Hun ligger begravet på Holmens Kirkegård i København.

## Filmografi
- 1910 – Afgrunden (som Præstekone; instruktør Urban Gad)
- 1947 – Familien Swedenhielm (som påklædersken; instruktør Lau Lauritzen junior)